# Amora (libro)
Amora es un libro de cuentos publicado en 2016 por la escritora brasileña Natalia Borges Polesso, que reúne historias que giran en torno a las relaciones lésbicas.

## Sinopsis
Son 33 relatos que ofrecen una visión amplia de las relaciones amorosas entre mujeres y de las distintas maneras en que estas pueden experimentarse y expresarse (o permanecer silenciadas) en diversos entornos: en la familia, el vecindario, el trabajo o la intimidad. Los personajes, todos mujeres, conforman un grupo variado y realista de figuras femeninas que sienten deseo, aman, toman decisiones y cuentan sus propias historias.
Los cuentos reflejan las luchas de las mujeres lesbianas por construir relaciones auténticas en un contexto de fluidez, inseguridad y mercantilización de los vínculos humanos, mientras enfrentan el desafío de ser reconocidas y respetadas.

## Premios
- En 2016, el libro ganó el Premio Jabuti, en la categoría “Cuentos”.[4]
- Ese mismo año ganó el Premio Açorianos, en la misma categoría.[5]
- Amora fue incluida en el Programa Nacional del Libro y del Material Didáctico (PNLD).[6]
- Fue elegida como uno de los 44 libros que estaban cambiando el escenario LGBT+ en Estados Unidos en 2020. La lista es publicada por Oprah Magazine, publicación fundada por la presentadora Oprah Winfrey.[6]